# Reservas de Lodge

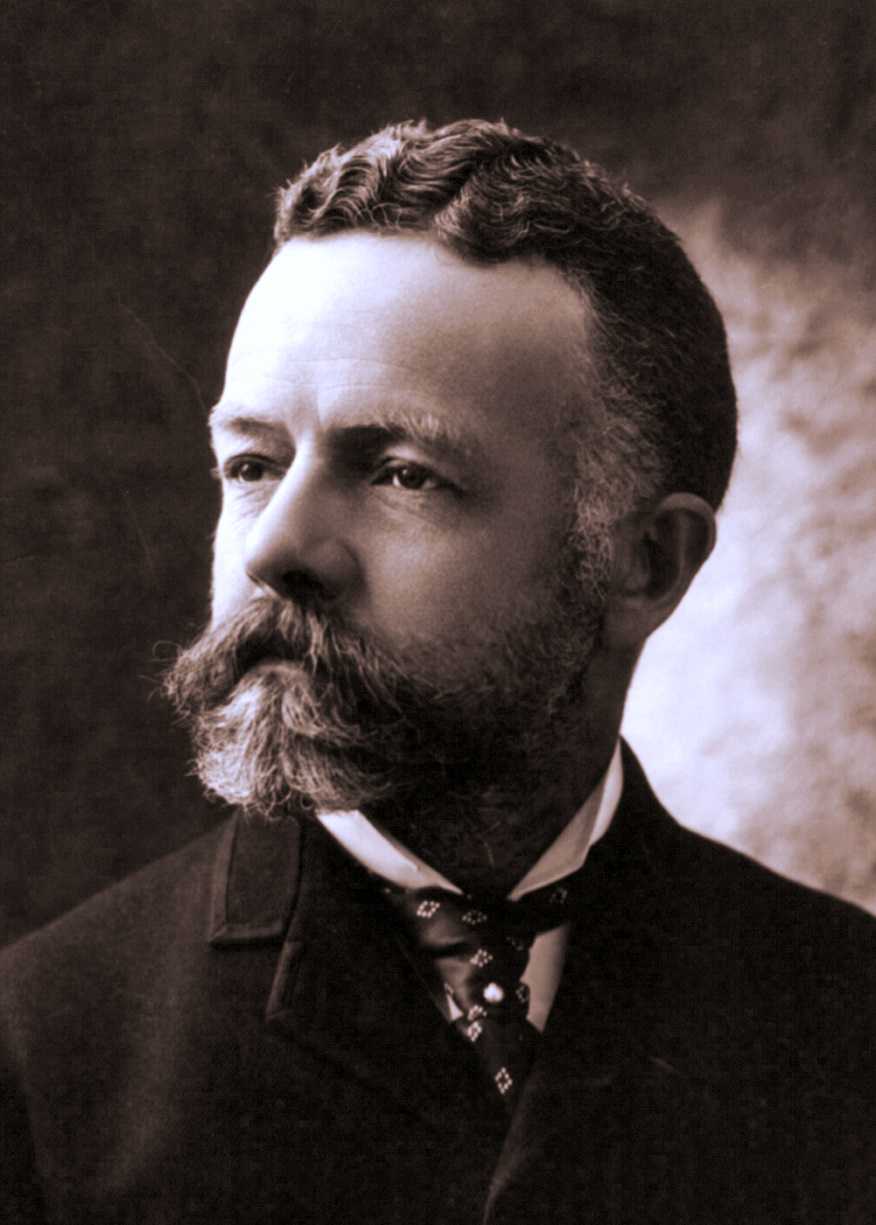
Henry Cabot Lodge

Las reservas de Lodge eran 14 reservas al Tratado de Versalles y otros acuerdos propuestos para la postguerra de la Primera Guerra Mundial, formuladas por el senador estadounidense Henry Cabot Lodge. El Tratado pedía la creación de una Sociedad de Naciones en la que se esperaba que la promesa de seguridad mutua evitara otra gran guerra mundial. La carta de la Sociedad, escrita principalmente por el presidente Woodrow Wilson, dejaba que la Sociedad estableciera los términos para la guerra y la paz. Si la Sociedad pedía una acción militar, todos los miembros tendrían que unirse.
Lodge quería que Estados Unidos se uniera a la Sociedad de Naciones con reservas. Los demócratas en el Senado, siguiendo la dirección de Wilson, rechazaron la propuesta de Lodge de unirse a la Sociedad con sus reservas. Los republicanos se opusieron a unirse bajo los términos de Wilson de no tener reservas, lo que permitió que la Sociedad obligara a Estados Unidos a entrar en guerra sin la aprobación del Congreso. Al final, en 2 votaciones (realizadas en noviembre de 1919 y marzo de 1920), el Senado rechazó el Tratado de Versalles en 1919 y nunca se unió a la nueva Sociedad de Naciones. Las reservas de Lodge finalmente se incorporaron a las Naciones Unidas en 1945, donde Estados Unidos tenía un veto.

## Las reservas
Las reservas de Lodge proponían devolver mucho poder a Estados Unidos en sus interacciones con otras naciones.
- Reserva 1: El artículo 1 del Tratado de Versalles permitía a cualquier estado miembro retirarse voluntariamente de la Sociedad de Naciones "siempre que se hayan cumplido todas sus obligaciones internacionales y todas sus obligaciones en virtud de este Pacto". La primera reserva de Lodge aclaró que la Sociedad no podía usar esta cláusula para evitar que un estado miembro se retirara, al menos no cuando ese estado miembro era Estados Unidos, quien sería el único juez al determinar si se han cumplido con las obligaciones emanadas del tratado.[1]

- Reserva 2: Nada obliga a Estados Unidos a garantizar la integridad fronteriza o la independencia política de cualquier nación, a interferir en disputas internas en el extranjero o a involucrar a las fuerzas armadas sin una declaración de guerra del Congreso.

- Reserva 3: El artículo 22 del Tratado de Versalles trataba de la creación y administración de los mandatos de la Sociedad de Naciones.[5] La tercera reserva de Lodge proponía que el Congreso debería poder rechazar la administración, el desarrollo o la defensa de cualquier mandato territorial que la Sociedad pudiera intentar asignarle.

- Reserva 4: Estados Unidos se reserva exclusivamente el derecho de decidir qué cuestiones se encuentran dentro de su jurisdicción interna y declara que todas las cuestiones internas y políticas relacionadas total o parcialmente con sus asuntos internos, están exclusivamente dentro de la jurisdicción de los Estados Unidos y no están para ser sometidas a la fiscalización de la Sociedad o alguna agencia adscrita.[1]

- Reserva 5: Estados Unidos no debe ser cuestionado sobre la Doctrina Monroe o su interpretación.[1]

- Reserva 6: Los artículos 156-158 del Tratado de Versalles transfirieron las concesiones de Alemania en la península de Shandong a Japón.[6] Según el artículo 10 del tratado, los signatarios habrían sido responsables de preservar la nueva frontera de Japón, poniéndose del lado de Japón en caso de una guerra posterior entre Japón y China. La sexta reserva de Lodge especifica que Estados Unidos se reserva libertad de acción completa en caso de controversias surgidas bajo esos artículos.[1]

- Reserva 7: Solo el Congreso aprobará a los delegados de los Estados Unidos en la Sociedad de Naciones. En caso de que nunca se designe un delegado, la autorización para tratar con la Sociedad se niega explícitamente a cualquier otra persona (significativamente, incluso al Presidente ).[1]

- Reserva 8: El comercio entre Alemania y Estados Unidos solo puede interferirse con la aprobación del Congreso.[1]

- Reserva 9: Estados Unidos no está obligado a pagar ningún dinero a la Sociedad de Naciones.[1]

- Reserva 10: Si Estados Unidos limita su poder militar debido a una orden de la Sociedad de Naciones, puede, en cualquier momento y sin previo aviso, reconstruirlo nuevamente si se ve amenazado.[1]

- Reserva 11: Estados Unidos se reserva el derecho de permitir que los pueblos de los estados que infrinjan el Tratado de Versalles que viven en los Estados Unidos continúen sus vidas en los Estados Unidos.[1]

- Reserva 12: Nada en los Artículos 296, 297 o en cualquiera de sus anexos, o en cualquier otra parte del Tratado de Paz con Alemania, se considerará como cualquier aprobación de cualquier acto ilegal o que contravenga los derechos de los ciudadanos de los Estados Unidos.[1]

- Reserva 13: Si la Sociedad de Naciones va a crear organizaciones en el futuro, los Estados Unidos no están obligados a unirse. En cambio, el Congreso tiene el derecho de tomar la decisión sobre si Estados Unidos decide participar o no y los términos de su participación.[1]

- Reserva 14: Los Estados Unidos no estarán sujetos a ningún voto en la Sociedad de Naciones en el que una nación haya votado dos veces, mediante el uso de posesiones coloniales. Tampoco estará obligado por un voto que se refiera a una disputa entre los Estados Unidos y otro estado miembro, si ese estado ha votado.[1]

## Causas de la derrota del tratado en el senado
Muchos historiadores atribuyen el fracaso del tratado al deterioro de la salud de Wilson en el momento de la derrota y a su total falta de voluntad para comprometerse. El 2 de octubre de 1919, Wilson sufrió un derrame cerebral masivo que afectó el lado izquierdo de su cuerpo. Gradualmente se recuperó de este accidente cerebrovascular, pero afectó su salud.
Otro factor en la derrota del tratado fue la firme creencia de Wilson de que la gente lo apoyaba. Se negó a comprometerse y, según Bailey, traicionó a la Sociedad. La negativa de Wilson lo llevó a formular su carta del "Día de Jackson" en la que hizo que el tratado fuera un tema de las elecciones presidenciales de 1920. La carta selló el destino del tratado al convertir un tema no partidista en rehén de la lealtad del partido y la política.